# Lisa Schubert
Lisa „Lizzy“ Schubert (* 6. September 2002 in Germersheim) ist eine deutsche Politikerin (Die Linke). Sie ist seit 2025 Mitglied des Deutschen Bundestages.

## Leben
Schubert studiert seit 2022 Sozialwissenschaften an der Heinrich-Heine-Universität Düsseldorf. Dort ist sie Mitglied des Sozialistisch-Demokratischen Studierendenverbands. Sie identifiziert sich als nichtbinär und lebt im Düsseldorfer Stadtteil Friedrichstadt.
Seit 2023 ist Schubert Mitglied der Partei Die Linke. Bei der Bundestagswahl 2025 kandidierte sie im Bundestagswahlkreis Düsseldorf II und auf Platz 14 der Landesliste der Linken. Am 1. August 2025 rückte sie für Uwe Foullong in den Bundestag nach. Sie ist die jüngste Abgeordnete der 21. Wahlperiode und die erste offen nichtbinäre Abgeordnete in der Geschichte des Deutschen Bundestages.